# Aspergillus flavus
Espèce
Aspergillus flavus est une espèce de champignons ascomycètes.

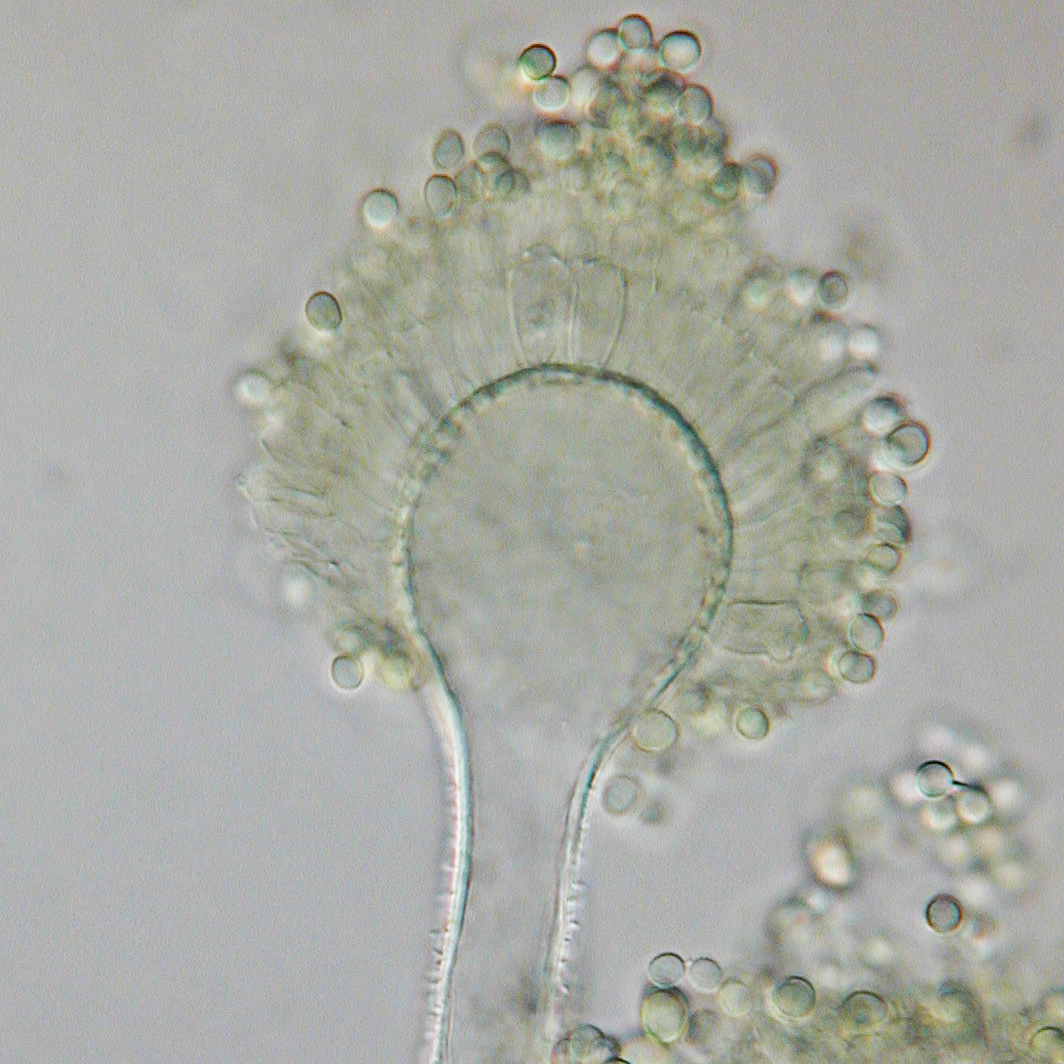
Conidies d'Aspergillus flavus.

## Répartition, habitats
Cette moisissure est relativement ubiquiste et très cosmopolite (sol, matières organiques en décomposition, graines d'oléagineux, céréales).
Elle est particulièrement abondante sur les arachides et ses dérivés. On la retrouve également dans les régions tropicales sur les niébés (haricots du Sénégal) et le riz.

## Enjeux agricoles et sanitaires
Aspergillus flavus est le principal producteur d'aflatoxines B1 (la plus importante), B2, G1 et G2.
L'aflatoxine B1 est actuellement considérée comme le plus important agent carcinogène d'origine naturelle connu, notamment pour le cancer du foie,. 
D'autres mycotoxines sont produites : acide aspergillique, acide kojique (très toxique pour les animaux), flavicine, flavicidine, granegilline, orizazine, acide flavicidique (phytotoxique), acide β propionique, substance trémorgénique.
Certaines souches peuvent également produire de l'acide cyclopiazonique.

### Traitement
Au-delà des traitements avec de l'ammoniaque ou des mélanges d'argile, une sélection de spores a permis d'établir un biopesticide.

## Réglementation
Il existe des teneurs maximales réglementaires à ne pas dépasser, variant selon les produits.
En 1998, l'Union européenne limite l’importation d’oléagineux et de fruits secs comportant des taux d’aflatoxine B1 supérieurs à 4 microgrammes par kilo (µg/kg).

## Conditions de développement
- T° optimum de croissance : de l'ordre de 33 °C, t°min. : 10−12 °C, t°max. : 43−48 °C
- Aw minimale : 0.78 à 33 °C, 0.80 à 37 °C
- pH optimum de croissance : [ 3.4 ; 10 ] avec un pic à 7.5.

Culture aisée sur les milieux de culture usuels de mycologie (Sabouraud + Chloramphénicol).

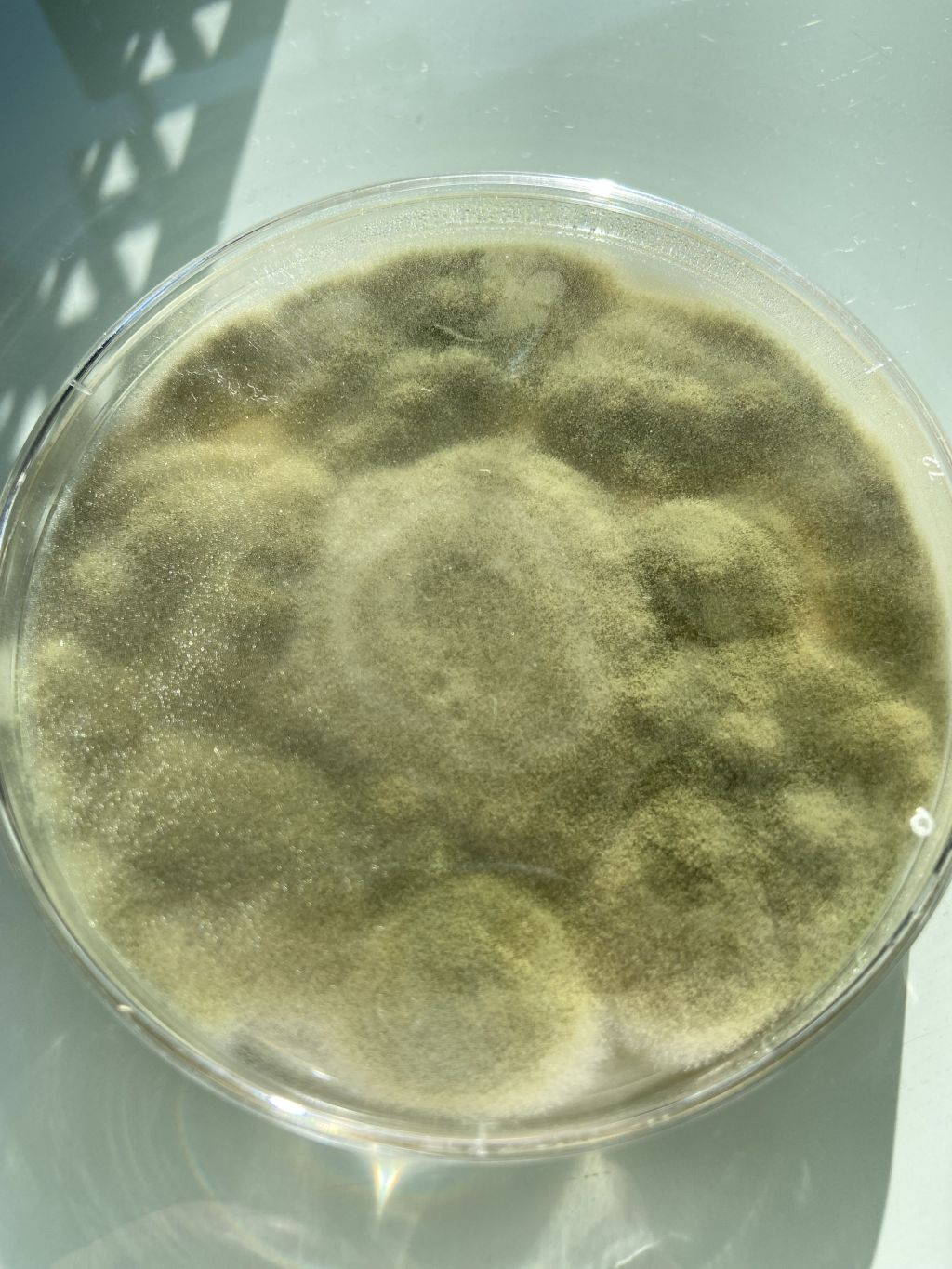
culture de 5 jours sur Sabouraud + Chloramphénicol